# 堤东街道
堤东街道，是中华人民共和国广东省江门市蓬江区一个已撤销的街道办事处，總面積6平方公里，人口6.4萬。

## 地理
堤东街道位於蓬江區东南部，北隔天沙河與环市、北街街道相望，東隔江门河與滘北街道接壤，西與仓后街道辦事處毗鄰。

## 歷史
明、清時，堤东為新會縣歸德都水南乡轄地，民國時，屬新會縣第二區，1951年起屬江門市，1952年设立堤东和太平两个街道办事处，1957年合併，1960年改稱堤东公社，1963年復置堤东街道辦事處，1969年3月改稱堤东區革命委員會，1976年11月改稱堤东街道辦事處。
2015年，江门市人民政府批复同意蓬江区调整部分街道行政区划，撤销堤东街道，将其行政区划并入白沙街道。